# José Gallegos y Arnosa

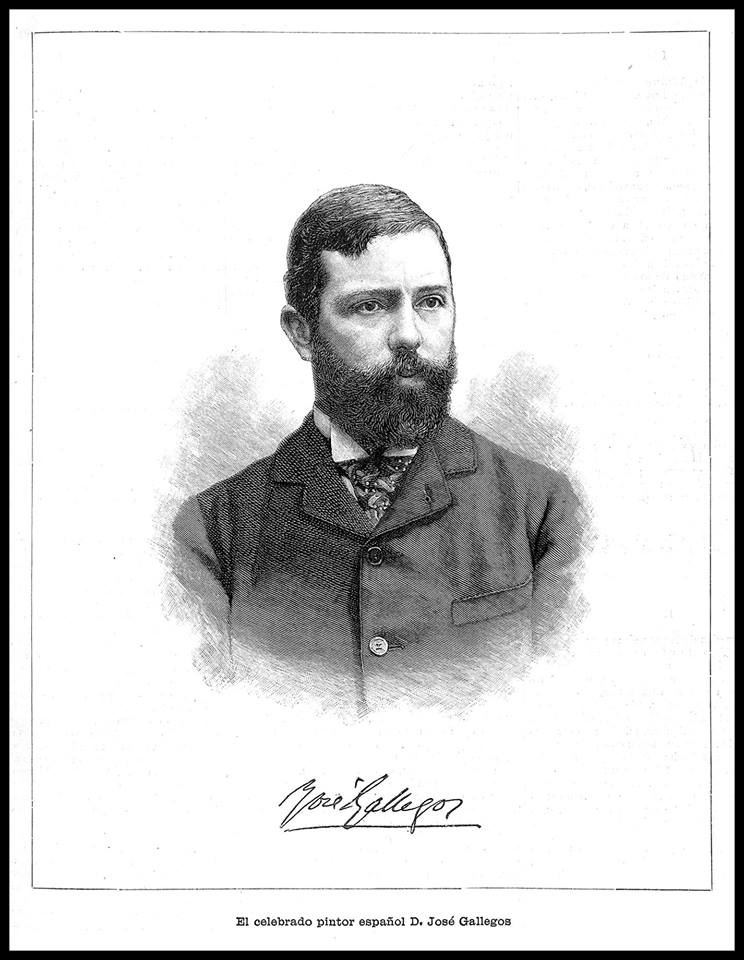
José Gallegos y Arnosa

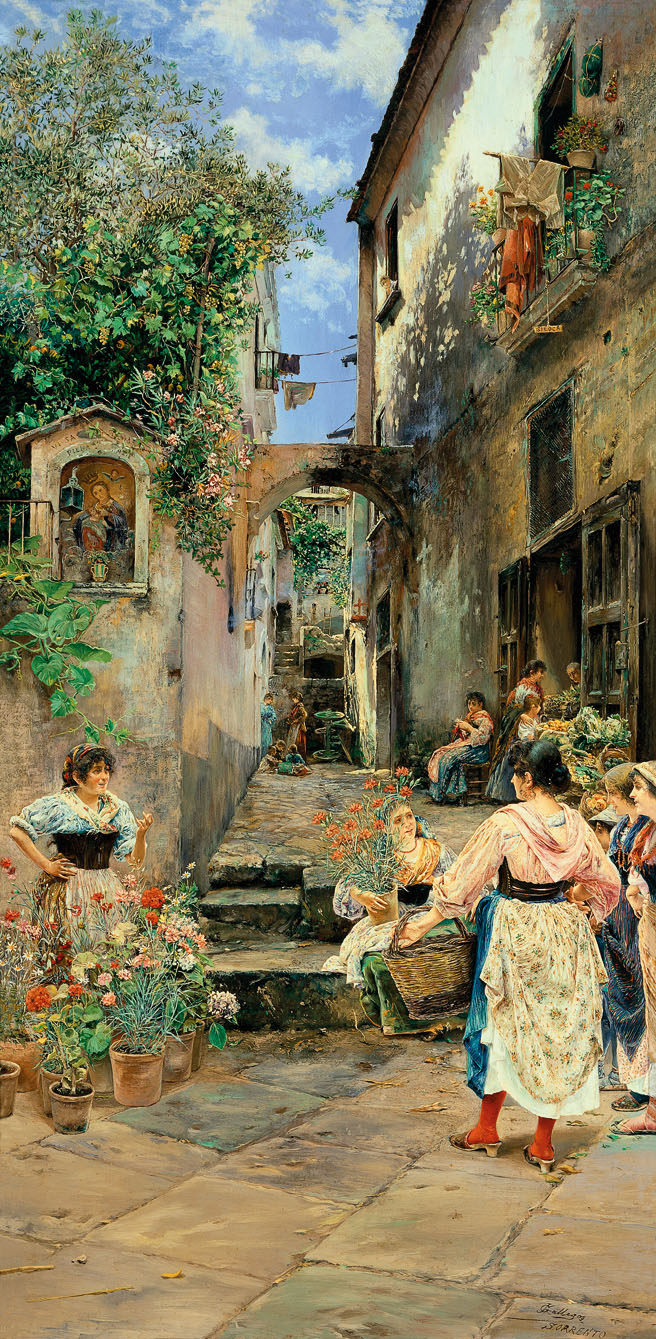
Gerüchte, 1893

José Gallegos y Arnosa (* 3. Mai 1859 in Jerez de la Frontera; † 20. September 1917 in Anzio bei Rom) war ein spanischer Genremaler, Bildhauer und Architekt.
Gallegos führte umfangreiche Studienreisen in Italien, Spanien und Marokko durch und malte dort mit Vorliebe bunte Volks- und Straßenszenen. Ab 1881 hielt er sich für längere Zeit in Rom auf. In seiner späteren Zeit malte er Genrebilder, die überwiegend Heilige Messen und Prozessionen in Spanien und Italien zeigen. Die Farben und Lichtdarstellungen seiner Werke wurden vom französischen Impressionismus beeinflusst.
Zu seinem bedeutendsten bildhauerischen und architektonischen Werk zählt der prunkvolle Marmorbaldachin für den Hochaltar der Santiago-Kirche in seiner Heimatstadt Jerez de la Frontera, den er von 1900 bis 1906 anfertigte. Dieser enthält 64 bronzene Heiligenstatuen, die von der römischen Skulptur beeinflusst wurden.